# 42-й укреплённый район
42-й укреплённый район (42 УР) — воинское соединение РККА ВС СССР или комплекс оборонительных сооружений (Шяуляйский укреплённый район, укреплённый район) в Великой Отечественной войне.

## История
Сформирован в Прибалтийском особом военном округе 4 июня 1941 года.
В действующей армии с 22 июня 1941 года по 19 июля 1941 года.
Прикрывал государственную границу на участке Юрденай — Юрбаркас, протяжённостью по фронту 90 километров, глубиной 5 — 16 километров, имея 6 узлов обороны. На 22 июня 1941 года район, как фортификационное сооружение имел в стадии строительства 403 ДОТа, построено было 27, боеготовых не имелось. Строительство района вели 91-е и 93-е управления начальника строительства.
Гарнизона район не имел. В фортификационные укрепления района направлялась 48-я стрелковая дивизия, однако не успела занять там позиции.
19 июля 1941 года укреплённый район расформирован

## Полное наименование
- 42-й укреплённый район — формирование
- Шяуляйский укреплённый район — укрепление

## Состав
Только управление (штаб) укрепрайона

## В составе
| Дата            | Фронт (округ)         | Армия     | Корпус (группа) | Примечания |
| --------------- | --------------------- | --------- | --------------- | ---------- |
| 22.06.1941 года | Северо-Западный фронт | 8-я армия | -               | -          |
| 01.07.1941 года | Северо-Западный фронт | -         | -               | -          |
| 10.07.1941 года | Северо-Западный фронт | -         | -               | -          |

## Комендантырайона
- Дэви, Николай Сергеевич, полковник